# James Holland
James Holland (Newcastle, 15 de maio de 1989), é um futebolista Australiano que atua como meia. Atualmente, joga pelo Austria Wien.

## Títulos

### Austrália
- AFF Sub-19 Youth Championship: 2008
- International Cor Groenewegen Tournament (Sub-20): 2009
- Weifang Cup (Sub-18): 2007

### Newcastle Jets
- A-League: 2007–08

### Austria Wien
- Campeonato Austríaco: 2012–13